# Schizodiscus afroalpinus
Schizodiscus afroalpinus är en lavart som beskrevs av Brusse. Schizodiscus afroalpinus ingår i släktet Schizodiscus och familjen Lecideaceae.   Inga underarter finns listade i Catalogue of Life.